# Surinaamse Zangvogel Bond
De Surinaamse Zangvogel Bond (SZB) is de officiële sportbond voor de zangvogelsport in Suriname.
De bond werd op 17 oktober 1963 opgericht. In dat jaar werden ook de eerste zangvogelwedstrijden gehouden op het Onafhankelijkheidsplein in Paramaribo.
Bestuursverkiezingen hebben niet altijd regelmatig (om de 2 jaar) plaatsgevonden en sommige voorzitters zijn meerdere keren als voorzitter van de Bond herkozen. De namen zijn in de volgorde van de opeenvolging. Te beginnen bij de eerste voorzitter in 1963, Reinier Johan Nibte, gevolgd door Baltus Parisius, Herman Samson, Jos Ho Sack Wa, Felter, Audy Sweers, Surin Adjodhia, Mahinder Gopi, Robby Gadjradj en de tiende, Soenderpersad Hanoeman, die tijdens zijn zittingsperiode 2021 heenging.
Op 12 februari 2012 werd een wedstrijd op het Onafhankelijksheidsplein bijgewoond door president Desi Bouterse als eregast, tijdens de Presidents Cup. Hij schonk de bond toen tienduizend USD voor promotie van de sport en versterking van het kasgeld. Notabelen die op de vroege zondagmorgen de zangvogelwedstrijden bezoeken is een verschijnsel dat van oudsher vaak gebeurt. De President Cup is een instelling van Gouverneur Johan Ferrier geweest voor zijn presidentschap. 
Een van de  De SZB tekende in 2016 een samenwerkingscontract met zangvogelverenigingen in Amsterdam en Rotterdam. In 2017 verstrekte de bond vijfhonderd folders aan de Stichting Toerisme Suriname in het Nederlands en Engels. De folders werden gedrukt om te voorzien in de toegenomen interesse van toeristen en licht de wedstrijdregels en de kenmerken van de zangvogels uit.
De bond kreeg in juli 2023 officiële erkenning van het directoraat Sportzaken.